# Xã Walton, Quận Sumner, Kansas
Xã Walton (tiếng Anh: Walton Township) là một xã thuộc quận Sumner, tiểu bang Kansas, Hoa Kỳ. Năm 2010, dân số của xã này là 361 người.